# La Cantera, Dolores Hidalgo
La Cantera är en ort i Mexiko.   Den ligger i kommunen Dolores Hidalgo och delstaten Guanajuato, i den centrala delen av landet, 270 km nordväst om huvudstaden Mexico City. La Cantera ligger 1 967 meter över havet och antalet invånare är 670.
Terrängen runt La Cantera är kuperad åt sydväst, men åt nordost är den platt. Runt La Cantera är det ganska tätbefolkat, med 93 invånare per kvadratkilometer. Närmaste större samhälle är Dolores Hidalgo, 7,3 km öster om La Cantera. Trakten runt La Cantera består i huvudsak av gräsmarker.